# 比亚德尼·弗里兹里克松
比亚德尼·弗里兹里克松（1956年5月29日—），冰岛男子柔道运动员。他曾代表冰岛参加1980年、1984年、1988年和1992年夏季奥林匹克运动会柔道比赛，其中1984年奥运会获得一枚铜牌。